# Храм Архангела Михаила (Наманган)
Храм Арха́нгела Михаи́ла — православный храм Ташкентской и Узбекистанской епархии Среднеазиатского митрополичьего округа Русской православной церкви, существовавший в Намангане (Узбекистан) в 1894—1930 годах.

## История
Храм из жжёного кирпича, рассчитанный на 300 прихожан, был построен на Кауфманском проспекте, близ Центрального парка в 1894 году, по проекту Н. Ильина и В. С. Гейнцельмана.
Храм был освящён в честь святого Архангела Михаила, входил в ведение позднее упразднённого Туркестанского епархиального начальства. По штату имел одного священника. После революции был закрыт, снесён в 1930 году. На освободившемся месте был разбит небольшой парк, позднее присоединённый к Центральному парку.

## Существующий храм
В 1952 году в Намангане открылся новый храм в честь Архангела Михаила: русская православная община приобрела кирпичный дом по адресу ул. Темир йул, 50, где и был организован приход (престольный праздник — 21 ноября).